# Naujaat
Naujaat es una aldea canadiense situada en el territorio de Nunavut.

## Superficie
Naujaat tiene una superficie de 406,19 km².

## Demografía
En 2021, tenía 1225 habitantes, una densidad poblacional de 3 hab./km², y 246 viviendas.